# 陳伯恭
陳伯恭（ちん はくきょう、生没年不詳）は、南朝陳の皇族。晋安王。文帝陳蒨の六男。字は粛之。

## 経歴
陳蒨と厳淑媛のあいだの子として生まれた。天嘉6年（565年）8月、晋安王に封じられた。まもなく平東将軍・呉郡太守となり、佐史を置いた。太建元年（569年）7月、入朝して安前将軍・中護軍となった。9月、中領軍に転じた。まもなく中衛将軍・揚州刺史に任じられたが、公務の失敗で免官された。太建4年（572年）、安左将軍として再起した。太建6年（574年）1月、安南将軍・南豫州刺史として出向した。
太建9年（577年）、入朝して安前将軍・祠部尚書となった。太建11年（579年）、軍師将軍・尚書右僕射に任じられた。太建12年（580年）5月、尚書僕射に転じた。太建13年（581年）1月、尚書左僕射となった。太建14年（582年）1月、翊前将軍・侍中の位を受けた。3月、安南将軍・湘州刺史に任じられたが、赴任しなかった。至徳元年（583年）、生母が死去し、服喪のため職を去った。至徳4年（586年）1月、鎮右将軍の位を受けた。2月、特進となった。禎明元年（587年）、中衛将軍・右光禄大夫の位を受けた。
禎明3年（589年）、陳が滅亡すると関中に入った。隋の大業初年、成州刺史・太常卿となった。

## 伝記資料
- 『陳書』巻28 列伝第22
- 『南史』巻65 列伝第55